# Trans-Pacific Express

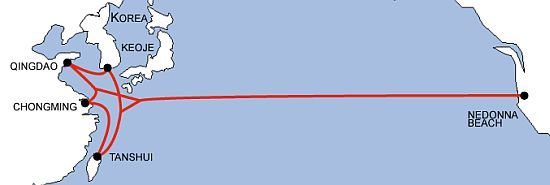
Karte des Unterseekabels ohne die Verbindung nach Japan

Die Trans-Pacific-Express oder TPE ist ein Unterseekabel zwischen Asien und den USA.
2006 entschieden die Telekomfirmen Verizon Business, China Netcom, China Telecom, China Unicom, Chunghwa Telecom und Korea Telecom, ein Kabel über den Pazifik zu bauen und das TPE Consortium zu gründen. 2008 war dieser Teil fertig erstellt. Später kamen NTT und AT&T dazu. Im Jahr 2010 war das Unterseekabel fertig gebaut worden.
Folgende Orte werden mit dem Kabel verknüpft:
- Nedonna Beach, Oregon, USA[1]
- Chongming Dao, Volksrepublik China[1]
- Qingdao, Volksrepublik China[1]
- Tanshui, Republik China[1]
- Keoje, Republik Korea[1]
- Shin Maruyama, Japan[2]

Am 4. Januar 2025 wurde von Chunghwa Telecom vermeldet, dass der Strang nach Tanshui beschädigt wurde. Die Küstenwache der Republik China vermutete, das Schiff Shunxing-39 könnte das Kabel beschädigen. Die Küstenwache konnte jedoch das Schiff wegen schwerer See nicht entern.